# Lekkoatletyka na Letnich Igrzyskach Paraolimpijskich 2004 – rzut dyskiem kl. F42 mężczyzn
W rzucie dyskiem kl. F42 (zawodnicy z amputowanymi kończynami) mężczyzn podczas Letnich Igrzysk Paraolimpijskich 2004 rywalizowało ze sobą 10 zawodników.

## Wyniki

### Finał
| Poz. | Zawodnik               | Narodowość        | Rezultat | Uwagi |
| ---- | ---------------------- | ----------------- | -------- | ----- |
| 1    | Fanie Lombaard         | Południowa Afryka | 45.56    |       |
| 2    | Gino de Keersmaeker    | Belgia            | 45.34    |       |
| 3    | Algirdas Tatulis       | Litwa             | 43.62    |       |
| 4    | Viktar Khilmonchyk     | Białoruś          | 42.74    |       |
| 5    | Pasilione Tafilagi     | Francja           | 41.03    |       |
| 6    | Klaus Kulla            | Niemcy            | 38.28    |       |
| 7    | Mohamd Baker           | Irak              | 36.99    |       |
| 8    | Athanasios Deligiorgis | Niemcy            | 33.60    |       |
| 9    | Dechko Ovcharow        | Bułgaria          | 33.09    |       |
| 10   | Leszek Ćmikiewicz      | Polska            | 30.81    |       |